# TV-kamera

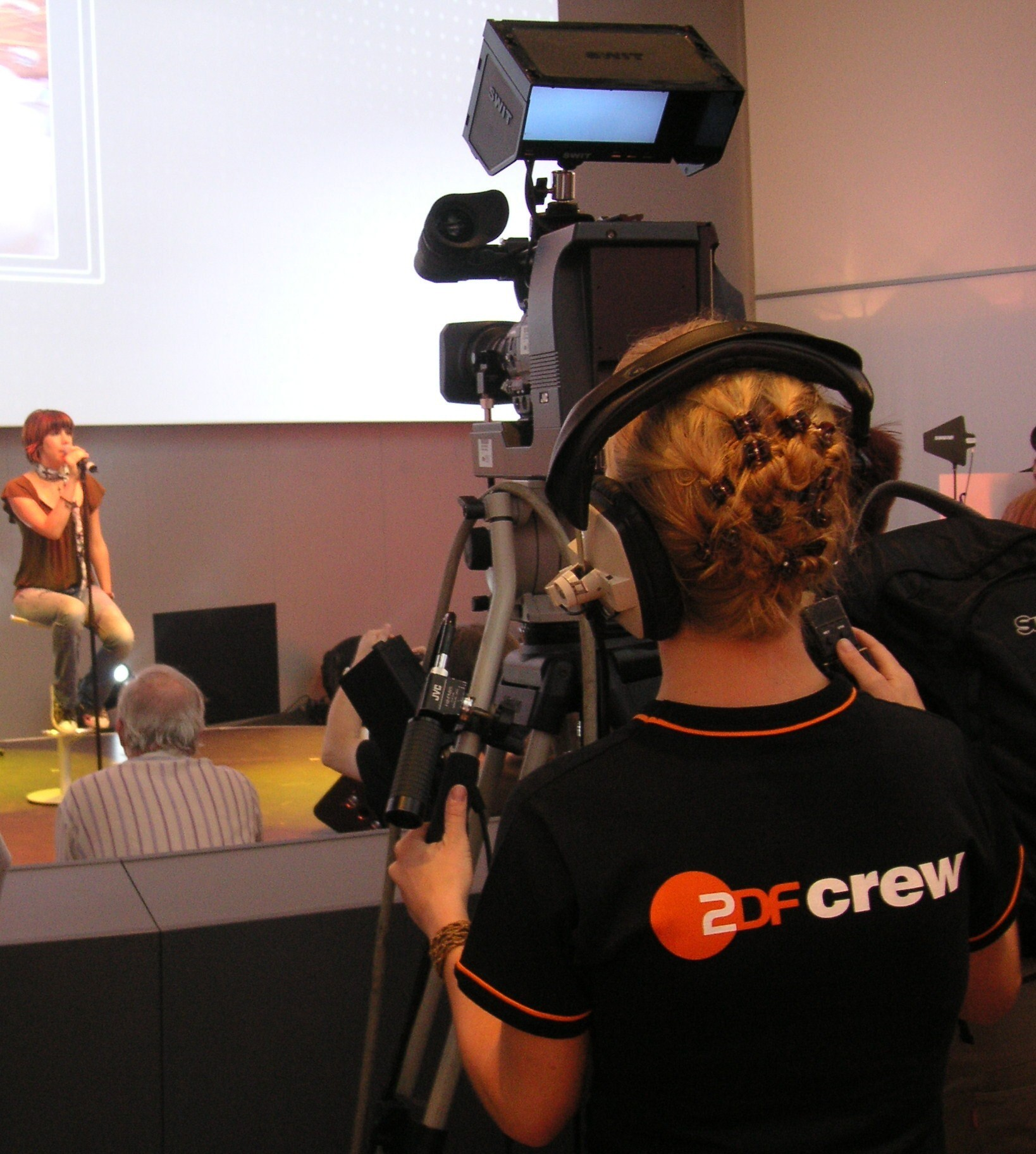
En professionell studiokamera, ZDF 2007

En TV-kamera eller elektronisk kamera är en kamera som på elektronisk väg upptar rörliga bilder som sedan sänds direkt till en TV-mottagare eller som lagras på olika medier som magnetband, DVD eller hårddisk. TV-kameran används professionellt huvudsakligen av TV-bolag och kan ses som en föregångare till videokameran.
TV-kamerans grundläggande princip går tillbaka till Nipkowskivan som patenterades 1883 av den tyske ingenjören Paul Nipkow. Nipkows mekaniska princip förbättrades 1925 av skotten John Logie Baird. TV-bilder med högre upplösning blev först möjliga med hjälp av katodstråleröret ikonoskop som Vladimir Zworykin patentansökte 1923.
På 1980-talet ersattes elektronröret i TV-kameran av CCD-sensorer. Idag finns TV-kameror i medicinska instrument och som övervakningskamera.

## Äldre historik

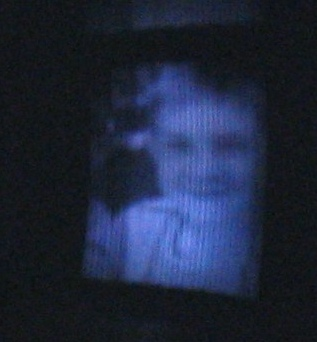
TV-bild på en Nipkowskiva

TV-kamerans uppgift är att omvandla bilder till elektriska signaler. Uppfinnaren Paul Nipkow (1860–1940) gav 1884 ut patentet på en optomekanisk överföringsmetod för bilder. I sin patentansökan kallade han apparaten "Elektrisches Teleskop" och hans motivering för patentet löd: "Den här beskrivna apparaten har till uppgift att synliggöra ett objekt befintligt på plats A på en valfri plats B". Uppfinningen bestod av roterande skiva (Nipkows skiva) som var försedd med 24 hål placerade längs en spirallinje. Härigenom kunde man avsöka bilden linje för linje. Bildens ljus-mörk-signaler omvandlades till elektriska impulser som sedan kunde sammansättas till en enkel bild med låg upplösning.  
Nipkows princip förbättrades på 1920-talet av skotten John Logie Baird. 1925 lyckades Baird att visa rörliga bilder av en docka. Året därpå sändes de första bilderna offentligt på varuhuset Selfridges i London.
På 1920- och 1930-talet gjordes kommersiella TV-sändningar efter Nipkows princip i USA, Storbritannien och Tyskland.
Bättre bilder med högre upplösning blev först möjliga med hjälp av katodstråleröret Ikonoskop som Vladimir Zworykin patentansökte 1923. Med hjälp av denna världens första TV-kamera i provdrift gjordes 1933 TV-sändningar från Empire State Building med en bildupplösning på 240 linjer.
De första storskaliga live TV-sändningar med en ikonoskop-kamera gjordes 1936 i Tyskland i samband med Olympiska sommarspelen 1936 i Berlin. Kameran hade utvecklats av Telefunkens laboratorium huvudsakligen genom ingenjör Emil Mechau. Denna enorma TV-kamera (även kallad "olympia-kanonen") hade en brännvidd på 1,5 meter och vägde 150 kg, det största objektivet hade en diameter på 40 cm. Bara objektivet vägde 50 kg och fick bäras av två personer. Bilden, som hade en upplösning på 180 linjer, sändes tillsammans med ljudet till tjugosju tv-stugor runtom i Berlin, där 150 000 människor kunde följa spelen.
Det påstås felaktigt i en del källor att den tyske TV-pionjären Walter Bruch skulle ha medverkat vid utvecklingen av olympiakameran, vilket han själv har förnekat. Men Bruch var kameraoperatör vid sommarspelen och syns på en del samtida fotografier bakom kameran och han utvecklade 1962 PAL-färgtelevision.
Även på brittiska BBC användes TV-överföringar byggda efter Bairds teknik (elektro-mekanisk) och senare efter Zworykins teknik (elektronisk).  År 1937 hade BBC sina TV-kameror på Wimbledon och från 1938 kunde man se TV-kameror på hästkapplöpningsbanan i Epsom. En stor händelse för BBC var direktsändningen den 12 maj 1937 av Georg VI:s kröning, där TV-kameror var utplacerade längs kortegevägen.

## TV-kamerans utveckling efter 1945

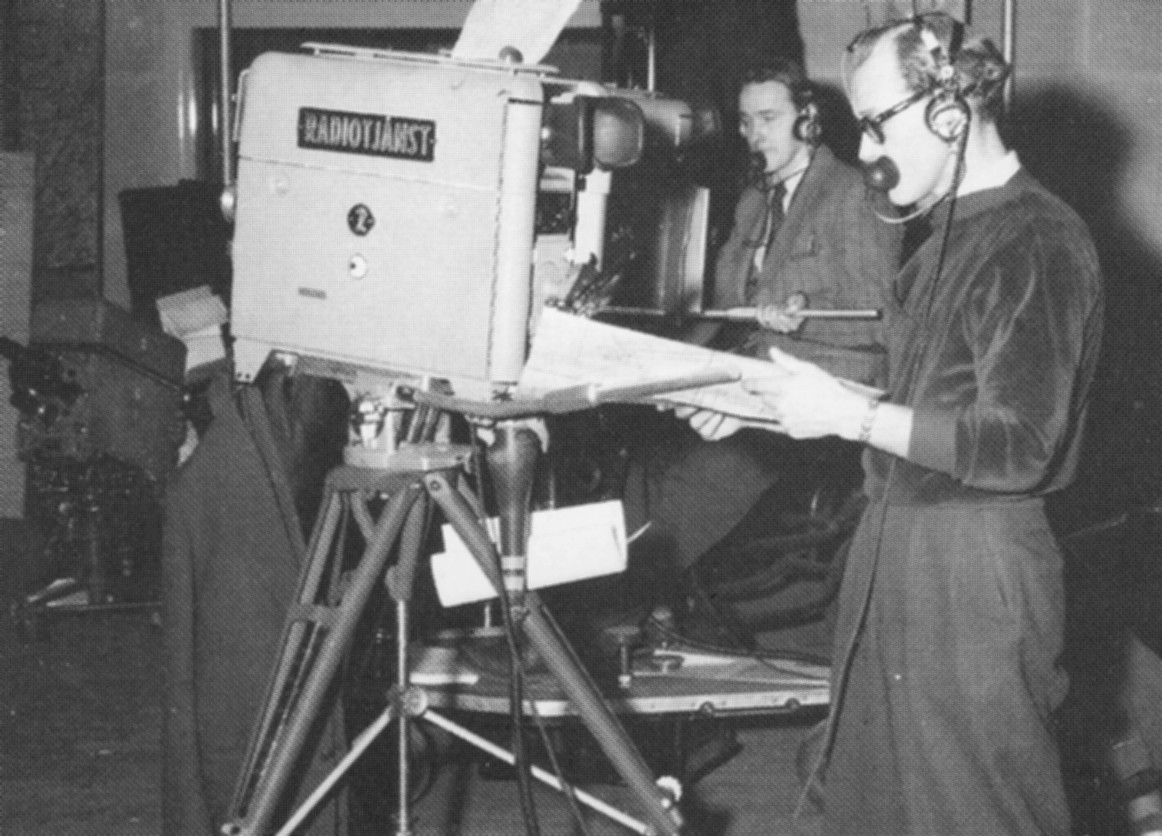
Radiotjänsts TV-kamera 1955

Andra världskriget fördröjde utvecklingen av televisionen för allmänheten, men televisionen hade viss militär betydelse. Genombrottet skedde 1950, när man i USA började sända reguljära TV-program och från 1953 i färg med hjälp av NTSC-färgkameror med 525 linjers upplösning. I Europa utvecklades och normerades bildupplösning med 625 linjer och 50 bildfält per sekund, en norm som används in på 2000-talet.

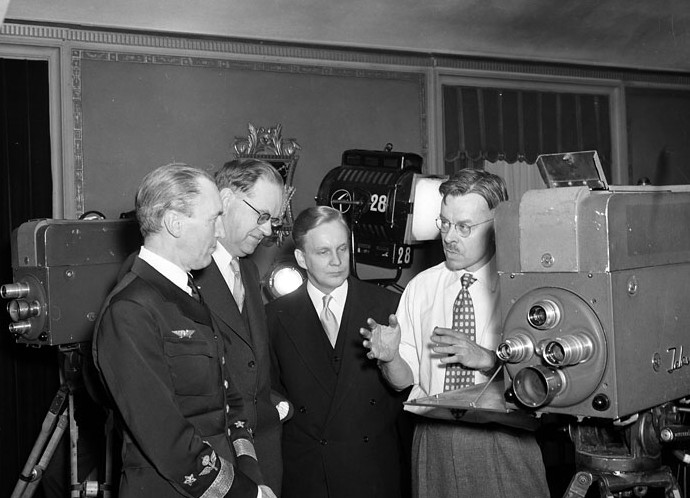
Tage Erlander får en demonstration 1950

År 1950 fick statsminister Tage Erlander, flygvapenchefen Bengt Nordenskiöld och Elektronikbolagets chef S. Jansson en demonstration av television av en representant från Radio Corporation of America (RCA) och 1952 presenterade företaget Philips televisionen med TV-kamera och TV-monitor på Tekniska museet för allmänheten. Det skulle dock dröja till 1956 innan Sverige fick reguljära TV-sändningar (då i svartvitt). När Radiotjänst AB började sända användes TV-kameror av märket Philips.
BBC satsade stort igen på mobila TV-kameror i samband med drottning Elizabeth II:s kröning i juni 1953. TV-kameran i Westminster Abbey fick döljas bakom ett mörkt skynke (för att inte störa) och kameramannen fick bära frack och orden.
Nästa steg i TV-kamerans utveckling var programmens omställning till färg enligt PAL-systemet, som hade utvecklats 1962 av Walter Bruch (samme Walter Bruch som stod som operatör bakom "olympia-kanonen") på Telefunken.

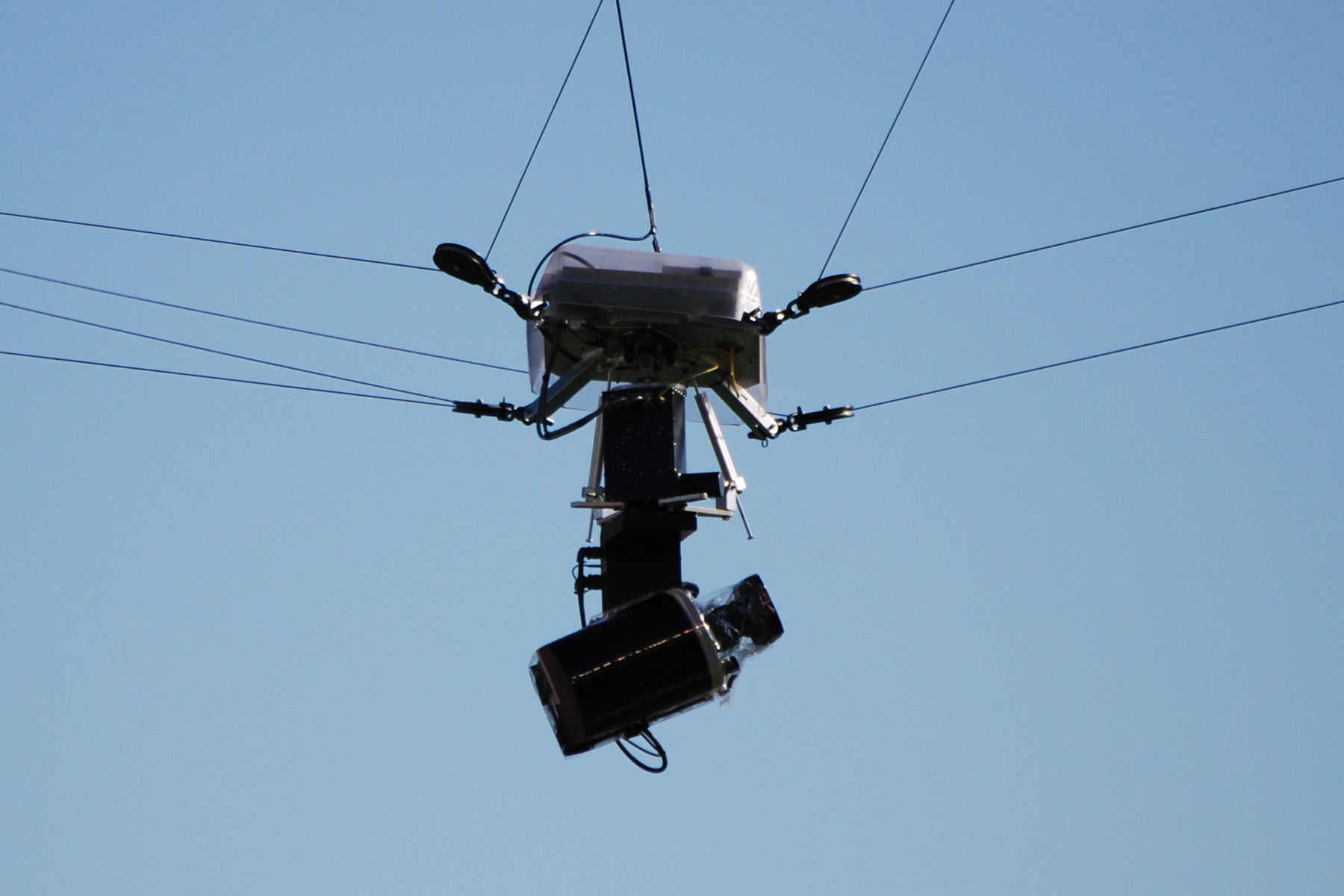
Skycam

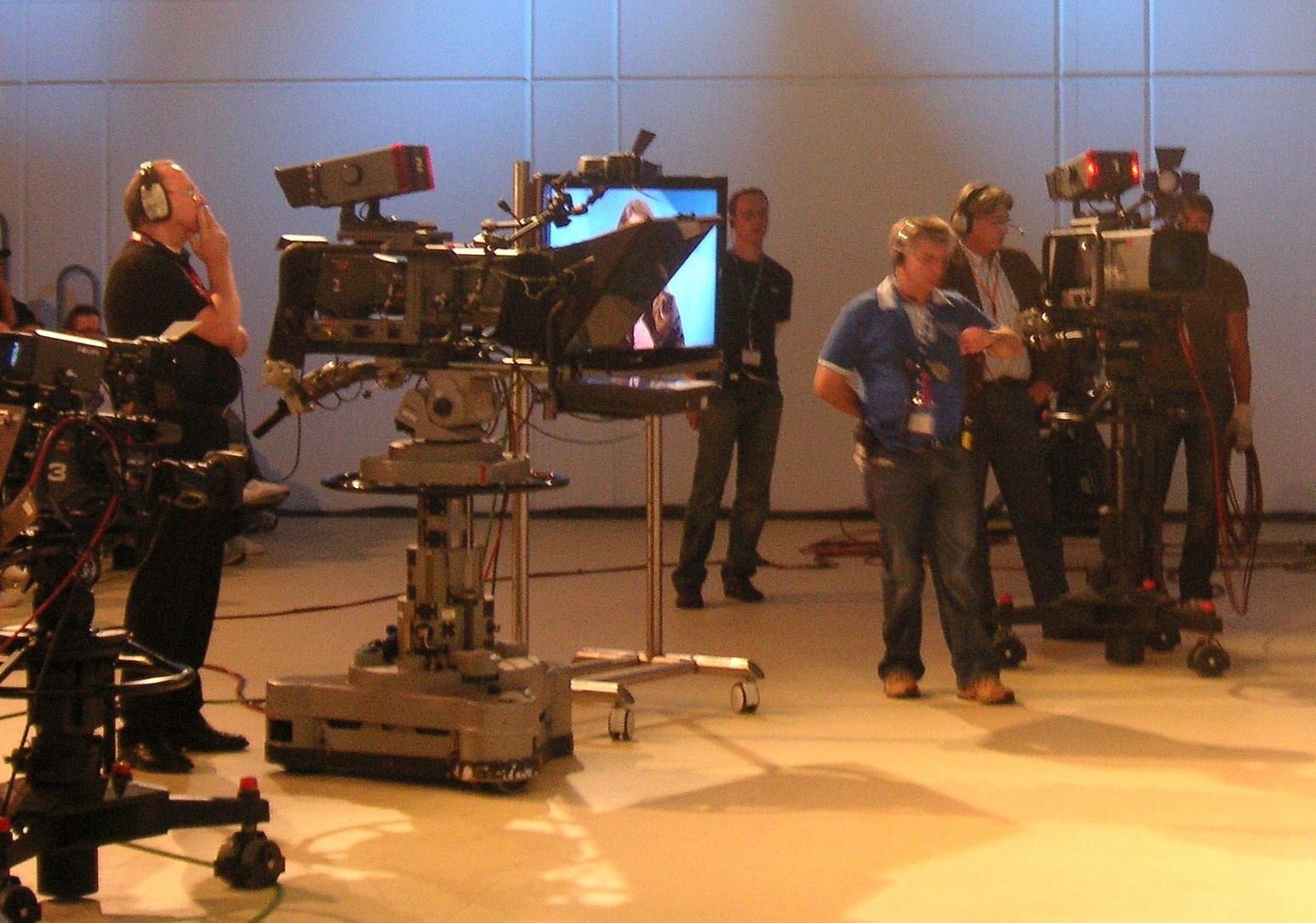
Moderna studio-kameror 2007

Medan studiokamerorna fortfarande var tunga och stativburna presenterades i början av 1960-talet bärbara TV-kameror som sände sin bild till en OB-buss i närheten. Kameramannen bar en "ryggsäck" med elektronik, batterier och antenn. I början av 1980-talet började TV-kameror för amatörbruk komma på marknaden, först för svartvitt, sedan för färg (se videokamera).
Moderna TV-kameror för färgproduktioner innehåller en eller flera sensorer som omvandlar bilden till en videosignal. En vanlig sensortyp är CCD (Charge-Coupled Device). I kameror för professionellt bruk delas ljuset upp på tre olika sensorer för rött, grönt och blått ljus. Ljudet upptas separat, på så vis kan bild- och ljudsignalen efterbehandlas separat. Dagens TV-kamera håller HD-kvalitet med en bildupplösning upp till 1920 × 1080 bildpunkter mot tidigare 768 × 576 bildpunkter.
För att öka kameramannens rörlighet med en TV-kamera introducerades steadicam ("stadig kamera") i mitten av 1970-talet, som är ett kroppsmonterat bildstabiliseringssystem för film- och TV-kameror. En "skycam" (fjärrstyrd TV-kamera som hänger i linor) möjliggör spektakulära kameraåkningar över långa distanser, på stora höjder och i svår terräng. Kameran används gärna i samband med idrottsevenemang och offentliga arrangemang.

## Andra användningsområden
Utöver för professionellt bruk i TV-studios eller vid idrottsevenemang och underhållningsprogram finns TV-kameror överallt där det är svårt eller förknippat med livsfara att betrakta eller övervaka ett område.
I medicinska sammanhang finns TV-kameror på många instrument som tidigare var stora och otympliga optiska apparater med diverse speglar, till exempel vid undersökningar med hjälp av endoskopin. Monterad i en undervattensrobot som manövreras från ett fartyg kan en TV-kamera hjälpa till att upptäcka vrak på stora djup.
Som övervakningskamera får TV-kameran allt större utbredning i samhället och som trafikkamera finns TV-kameror numera längs många viktiga trafikleder i hela världen. På en del av dagens bärbara datorer finns små digitala TV-kameror som möjliggör att man kan sända en rörlig bild av exempelvis sig själv.
TV-kameran gör det möjligt att följa astronauter live vid rymdpromenader och i rymdstationen. En historisk händelse var Apollo 11:s  månfärd den 20 juli 1969, där en på månlandningsmodulen monterad TV-kamera fångade ögonblicket när Neil Armstrong satte sin fot på månytan och sade sina berömda ord "That's one small step for a man, one giant leap for mankind". Även starten från månen fångades av en TV-kamera som manskapet hade placerat intill landningsmodulen. Kameran står fortfarande kvar på sin plats sedan sommaren 1969.